# کریستی مور
کریستی مور (به انگلیسی: Christy Moore) زاده ۷ می ۱۹۴۵، خواننده، ترانه‌سرا و نوازنده گیتار معروف اهل ایرلند است. وی در سال ۲۰۰۷ از طرف شبکه رادیو تلویزیون ایرلند، رادیو-تلفیش-ارین (Raidió Teilifís Éireann) به عنوان بزرگترین خواننده زنده ایرلند انتخاب شد.
کوین بری مور (Kevin Barry Moore) با نام هنری لوکا بلوم (Luka Bloom)، برادر کوچکتر کریستی مور و دیگر موسیقی‌دان، نوازنده گیتار و خواننده موسیقی سنتی ایرلند است.

## زندگی
کریستی در ۷ مهِ ۱۹۴۵ در نیوبریج کیلدار کانتی ایرلند به‌دنیا آمد. کریستی در واقع یک کارمند بانک بود که می‌خواست احساسات خود را با موسیقی سنتی ایرلند بیان کند. وی در جریان اعتصاب بانک‌ها در ۷ می ۱۹۶۶ که ۱۲ هفته بطول انجامید مانند بسیاری از اعتصاب کنندگان دیگر به انگلستان رفت اما زمانی که اعتصاب متوقف شد دیگر به ایرلند بازنگشت و در انگلستان ضمن کارهای متفرقه در کلوب‌ها و بارهای ایرلندی با خوانندگان سنتی ایرلند مانند سیموس انیس (Seamus Ennis)، بری لوک (Luke Kelly)، مارگارت بری (Margaret Barry) و مرتین بیرنز (Mairtin Byrnes) آشنا شد و بدین ترتیب عملاً پا به دنیای موسیقی و خوانندگی گذاشت.
کریستی نخستین آلبوم خود را در سال ۱۹۷۲ منتشر کرد و آخرین آلبوم خود را بنام فولک تیل (Folk Tale) در دسامبر ۲۰۱۱ منتشر کرد. وی آلبوم اخیر خود را در وب‌گاه موسیقی ایرلند (IrishCountry.ie) در دسترس قرار داد. وی پایه‌گذار و عضو گروه پلنکستی (Planxty) و زنده کنندهٔ موسیقی سنتی ایرلند در سال‌های ۱۹۷۰ در اروپا بود.

## ترانه‌سرای سیاسی
کریستی مور در ابراز عقاید سیاسی خود نیز شهرت دارد و در طول عمر حرفه‌ای خود ترانه‌هایی را نیز با مفاهیم سیاسی خوانده است. وی ترانه‌هایی را از دست نوشته‌ها و اشعار نوشته شده بوسیله گروه اعتصاب کننده بابی ساندز تهیه و سرود. وی از طرفداران ارتش جمهوری‌خواه موقت ایرلند (IRA-ایرا-Óglaigh na hÉireann) بود تا سال ۱۹۸۷؛ پس از عملیات تروریستی این گروه از حمایت آن دست کشید.
کریستی مور در فستیوال گلستنبری ترانه‌ای را برای یادبود راشل کوری، عضو آمریکایی جنبش اتحاد جهانی خواند که در مارس ۲۰۰۳ در غزه بوسیله بولدزورهای اسرائیلی زیر گرفته و کشته شد.
مور در اکتبر ۲۰۰۴ در هُلی‌هِد (Holyhead) انگلستان توسط ماموران دستگیر و بازجویی شد. وی روز بعد در روزنامه‌ها اعلام کرد: بسیار اندوهبار است که هنوز در بریتانیای کبیر چنین برخوردهایی با ایرلندی‌ها می‌شود.

## ترانه‌ها

### تک‌خوانی
- Paddy On The Road (1969)
- Prosperous (1970)
- Whatever Tickles Your Fancy (1975)
- Christy Moore (1976)
- The Iron Behind The Velvet (1978)
- Live In Dublin (1978)
- H Block (1978)
- The Time Has Come (1983)
- Ride On** (1984)
- Ordinary Man (1985)
- The Spirit of Freedom (1986)
- Unfinished Revolution (1987)
- Voyage (1989)
- Smoke and Strong Whiskey (1991)
- King Puck (1993)
- Live At The Point (1994)
- Graffiti Tongue (1996)
- Traveller (1999)
- This is the Day (2001)
- Live At Vicar Street (2002)
- Burning Times (2005)
- Listen (2009)

### بهمراه گروه پلَنکستی
- Planxty (1972)
- The Well Below The Valley (1973)
- Cold Blow And The Rainy Night (1974)
- After the Break (1979)
- The Woman I Loved So Well (1980)
- Words and Music (1983)

### بهمراه گروه مووینگ هرتس
- Moving Hearts (1981)
- Dark End Of The Street (1982)

### آلبوم‌های گلچین
- Compilation USA (1988)
- The Christy Moore Collection 1981-1991 (1991)
- Christy Moore Collection Part 2 (1997)
- Christy Moore Box Set (2004)